# Aeropuerto de San José de Chiquitos
Aeropuerto de San José de Chiquitos (IATA: SJS, OACI: SLJE) es un aeropuerto que da servicio a la ciudad de San José de Chiquitos en el departamento de Santa Cruz de Bolivia. La pista está en el extremo norte de la ciudad.